# Jagdschloss Wermsdorf

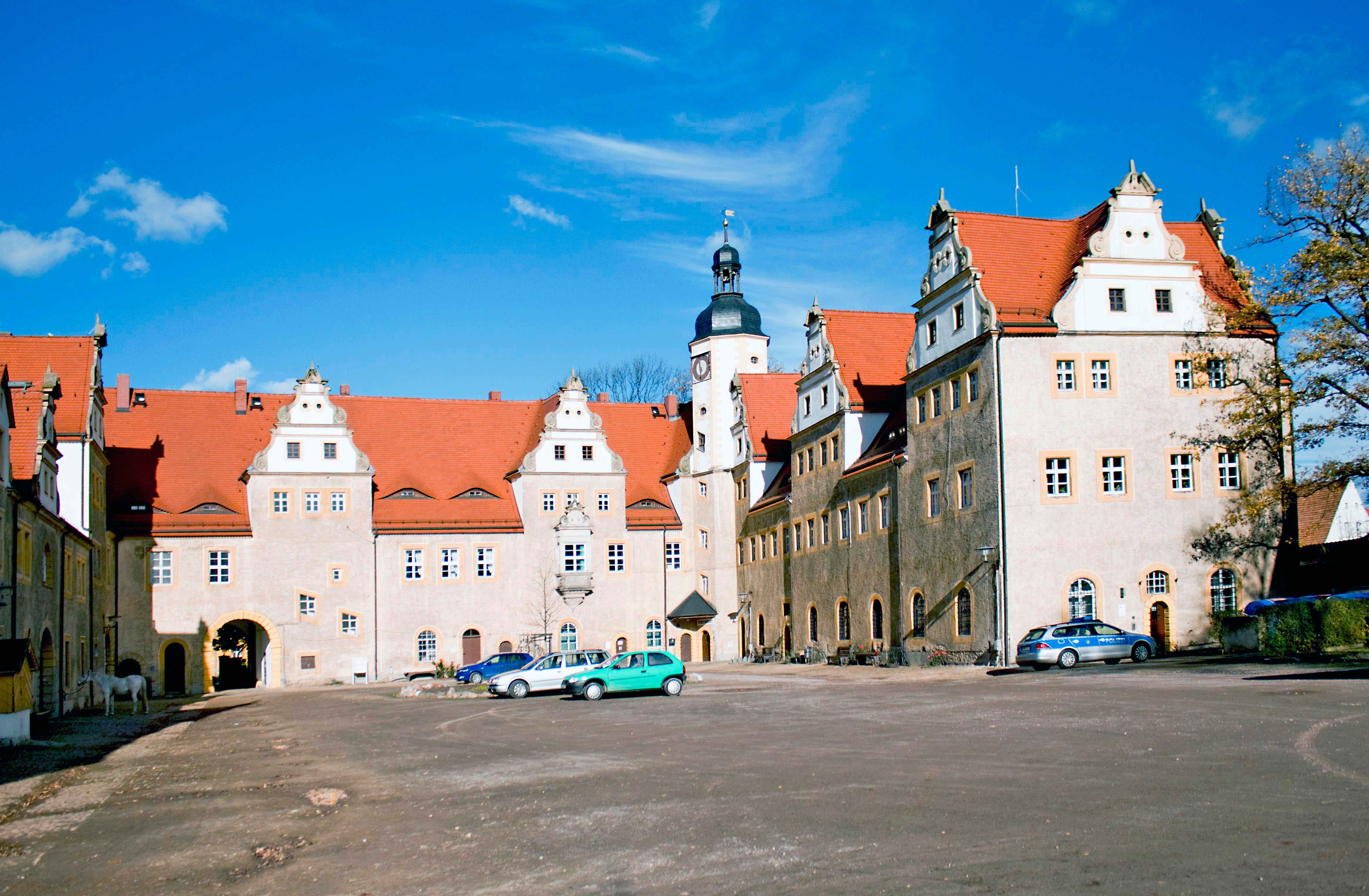
Jagdschloss Wermsdorf

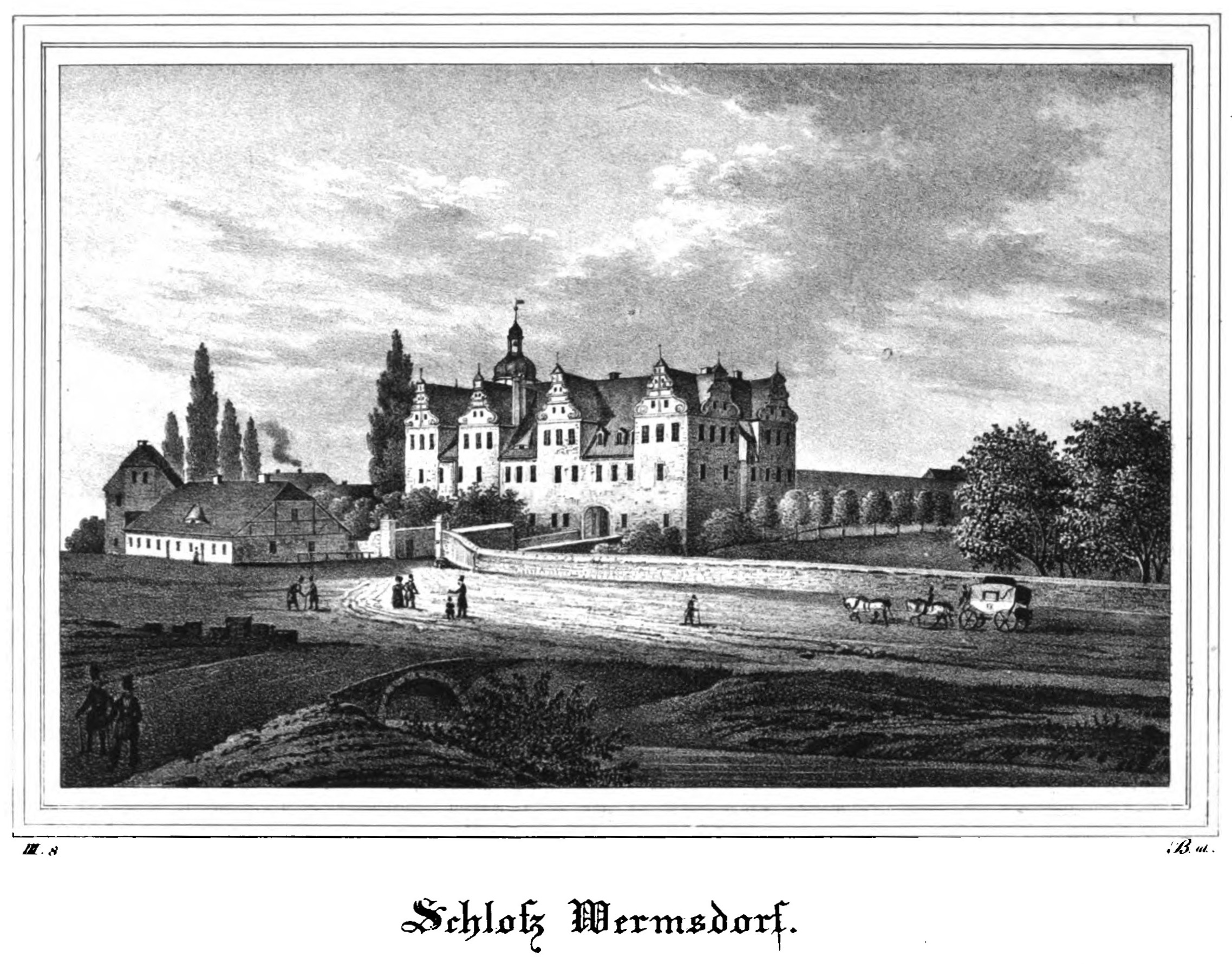
Das Schloss 1837

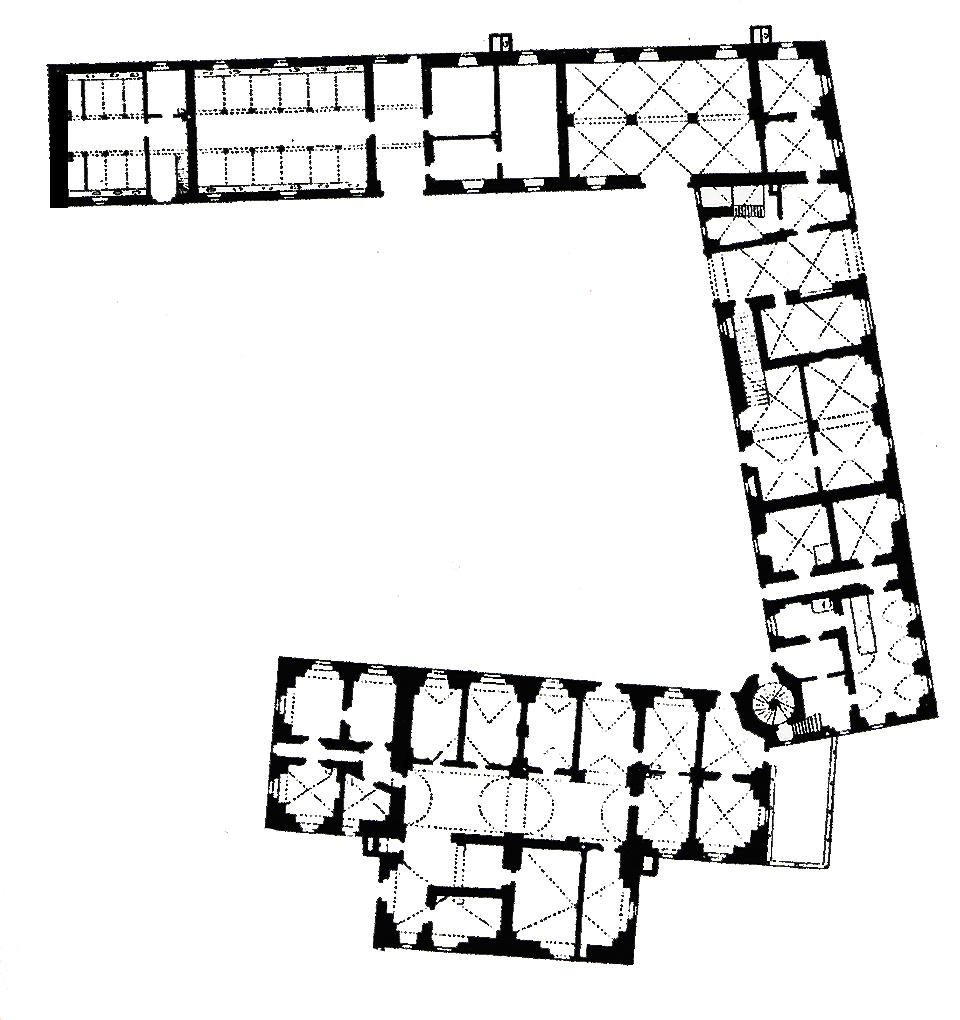
Eingewölbtes Erdgeschoss – Grundriss

Das Alte Jagdschloss Wermsdorf oder Königliches Jagdschloss Wermsdorf ist ein Renaissance-Jagdschloss aus dem 17. Jahrhundert in Wermsdorf in Sachsen.

## Baubeschreibung
Das Schloss besteht aus einer unregelmäßigen Drei-Flügel-Anlage, deren Fassaden durch zahlreiche Giebel gegliedert sind. Der Renaissancebau fällt auf durch seine zweigeschossigen Zwerchhäuser mit Volutengiebeln, einem Erker mit kunstvollen Sandsteinarbeiten und dem Treppenturm mit Welscher Haube und Laterne, der die beiden Hauptgiebel trennt. Die in der Ecke zwischen den beiden in spitzen Winkeln zusammenstoßenden Hauptflügel befindet sich eine ähnliche Wendeltreppe wie im Schloss Noschkowitz. Das Erdgeschoss ist eingewölbt, das Obergeschoss hat eine flache Decke.

## Baugeschichte
Die Nähe zu den Wermsdorfer Wäldern, die damals noch Mutzschener Heyde hieß, hatten Kurfürst Christian II. bewogen, zwischen 1609 und 1610 auf dem Gelände des alten Starschedelschen Rittergutes ein einfaches Jagdschloss zu errichten. Bereits 1608 wurde dafür der Vorgängerbau abgerissen. Nach dem Tode Christians II. im Jahre 1611 ließ sein Nachfolger Johann Georg I. das Schloss durch den Freiberger Baumeister Simon Hoffmann aus Graupen von 1617 bis 1626 im Zeitgeist der Renaissance verändern. An den Nordflügel fügte Hoffmann den Ostflügel und den ursprünglich kürzeren Westflügel an. Das Obergeschoss des Nordflügels aus Fachwerk wurde abgetragen und in massiver Bauweise erneuert. So entstand eine herrschaftliche Dreiflügelanlage, die den hohen Ansprüchen des Hofes vorerst genügte. 1639 wäre durch ein Feuer, welches die Schweden im Schloss legten, dieses fast abgebrannt. Die Bewohner handelten jedoch schnell und konnten das Feuer löschen. Mit der Nutzungsepoche durch den sächsischen König Albert 1874–1875 wurde die Überhöhung des Mittelsaales im Nordflügel ausgebaut.

## Jagdfries des Herzog Johann Georg I.
Der Jagdfries wurde 1609 vom Dresdner Hofmaler Daniel Breitschneider der Ältere für das Alte Jagdschloss Wermsdorf gemalt. Es ist 65 Meter lang und 41 Zentimeter hoch. Er stellt einen Jagdzug dar, der vom Herzog Johann Georg I. als Landjägermeister sowie dem Markgrafen Christian von Brandenburg, dem Herzog Albrecht von Holstein und Vertretern bedeutender sächsischer Adelsfamilien angeführt wird. 1918 wurde das Alte Jagdschloss Eigentum des sächsischen Staates, welche im Gesetz von 1924 in allen Einzelheiten geregelt wurde. Der Fries war nicht Teil des Gesetzes. Die gesamte Inneneinrichtung des Schlosses Wermsdorf wurde als Privateigentum der Wettiner ins Schloss Moritzburg transportiert. Der Fries wurde in der Kurfürstlichen Waldschänke in Moritzburg aufgehängt. Mit der Enteignung der Wettiner durch die Sowjets 1945 wurde diese Waldschänke Volkseigene Gaststätte und damit das Fries sogenanntes Volkseigentum. 1987 und 1990 gab die Gaststätte in zwei Teilen den Fries zur Restauration in die Gemäldegalerie Alte Meister nach Dresden. Den ersten Teil erhielt die Gaststätte restauriert zurück, doch dann kam die Wende. Den zweiten Teil behielt die Gemäldegalerie zurück. Nach der Wende wurde die Waldschänke privatisiert. Der Jagdfries ist für die Öffentlichkeit im Churfuerstenzimmer des Restaurants zugänglich und zu besichtigen. Eine Kopie des Jagdfrieses befindet sich im Saal des Jagdschlosses Grillenburg in Tharandt. Der nationalsozialistische Reichsstatthalter für Sachsen und Landesjägermeister Martin Mutschmann ließ dieses um 1936 im Zuge des Ausbaus der Grillenburg zum Sächsischen Jägerhof als Kopie anfertigen.

## Nutzungsgeschichte

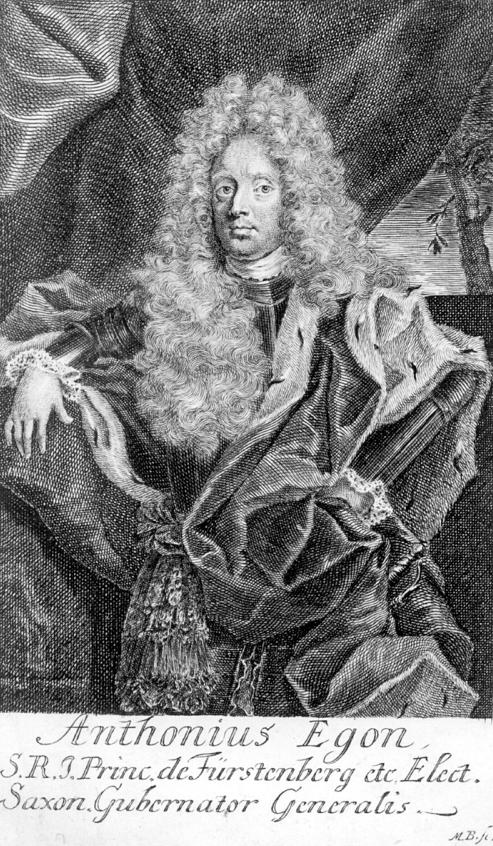
Anton Egon von Fürstenberg, Statthalter von Sachsen

Bis 1628 diente das Gebäude als kurfürstliches Jagdschloss. Die Wirren des Dreißigjährigen Krieges unterbrachen die eigentliche Zweckbestimmung. Im Schloss waren ab dem 17. Jahrhundert Verwaltungsinstitutionen (unter anderem das Amt Mutzschen) untergebracht. Das Amt Mutzschen hatte nach 1681 seinen Sitz im Alten Jagdschloss, weil der Amtssitz Schloss Mutzschen 1681 abgebrannt war, darum die Bezeichnung Amt Mutzschen zu Wermsdorf. 1685 kam erstmals wieder ein sächsischer Kurfürst mit Johann Georg III. zur Jagd ins Alte Jagdschloss nach Wermsdorf. Von 1696 bis 1716 war das Schloss in lebenslanger Nutzung durch den Statthalter von Sachsen, Fürst Anton Egon von Fürstenberg und Heiligenberg, welcher auch im Schloss starb. Der eng mit Frankreich verbundene Fürstenberg führte im Wermsdorfer Forst 1699 die französischen Mode der Parforcejagd ein. 
Nach dem Bau der Hubertusburg ab 1721 verlor das Alte Jagdschloss aber immer mehr an Bedeutung und diente nur noch als Gästehaus und Unterkunft für die Bediensteten. Im Park waren Gärten und vier kleinere Teiche als Fischhälter. 1873 beschloss die königlich-sächsische Regierung die sächsischen Ämter zum Jahresende aufzulösen und Amtshauptmannschaften zu bilden. So übernahm nach fast 200 Jahren, in denen das Schloss verschiedener Verwaltungen als Sitz diente, der sächsische König Albert das Schloss und baute es 1874 erneut zum Jagdquartier um. Der Garten wurde wieder zum Park umgestaltet und drei Teiche zugeschüttet. Zur Verbesserung der Wasserversorgung wurde von Hubertusburg eine Wasserleitung gelegt und die noch heute sichtbare Linde im Schlosshof gepflanzt. 1918 wurden Wohnungen eingerichtet, welche vorrangig für Beamte und staatlichen Angestellten vergeben wurden. Im Juli 1934 zog eine Sächsische Reit- und Fahrschule von Leisnig nach Wermsdorf ein. Das Jagdschloss bot dazu ideale Bedingungen: die moderne Reithalle, der neuzeitlich angelegte Reit-, Fahr- und Springplatz, die Reit- und Galoppierbahn, sowie die ideale Unterbringung der Gäste und Schülern und nicht zuletzt: der ideale Ausgangspunkt für Geländeritte und Reitjagden in den nahen Wermsdorfer Forst. Gegen Ende des Zweiten Weltkrieges zogen Flüchtlinge ins Schloss ein. 1946 wurde das Schloss auf Anweisung der Landesregierung als Erholungs- und Kinderheim genutzt. Nach 1950 wurde es wieder Verwaltungssitz. Die Deutsche Volkspolizei bezog Räume. 1996 verzichtete der Freistaat Sachsen  zugunsten der Gemeinde Wermsdorf auf seine Eigentumsrechte am Schloss. 1999 wurde das Schloss umfassend saniert.

### Königlicher Marstall
Die heute noch genutzten Ställe in unmittelbarer Nähe zum Königlichen Schloss waren Teil des Königlichen Marstalles. Diese Nähe von Schloss und Marstall, der zur Begrenzung der Kontrastarchitektur zum Corps de Logis herangezogen wird, aber trotzdem künstlerisch auf diesen abgestimmt ist, ist kennzeichnend für den sich ankündigenden Barock, welcher sich im späteren Neubau der Hubertusburg bis zum Rokoko steigern sollte.

### Wermsdorfer Reithalle
Die sich parallel zur Straße befindliche Reithalle wurde zwischen 1932 und 1934 errichtet. Der Sockel wurde mit Granitporphyr aus dem Wermsdorfer Steinbruch hergestellt.  Heute wird die Halle vom Reit- und Fahrverein Wermsdorf und vom Schlossgestüt genutzt.

### König Albert
Ab Mitte Oktober 1878 fuhr König Albert zu ein- oder mehrtägigen Aufenthalten nach Wermsdorf ins Alte Jagdschloss, welches er zu diesem Zwecke umbauen ließ. Die Räume wurden mit Gemälden und Jagdtrophäen dekoriert und es wurde im Speisesaal eine prunkvoll geschnitzte Holzdecke eingezogen. 1918 wurde die gesamte Schloss-Einrichtung nach Moritzburg gebracht oder versteigert. Aus den Räumen entstanden überwiegend Wohnungen. Heute beherbergt das Gebäude die Gemeindeverwaltung, das Touristikzentrum und einen Reitstall. Der sächsische König war im Ort bei den Wermsdorfern sehr beliebt, dass ihm 1908 vor dem Alten Jagdschloss ein Denkmal gesetzt wurde, welches während der sowjetischen Besatzung 1945 abgerissen und eingeschmolzen wurde. Am 8. November 1998 wurde ein neues Denkmal am alten Platz vor dem Jagdschloss aufgestellt und eingeweiht. Siehe hierzu den Beitrag König-Albert-Denkmal.

### Prinz Maximilian von Sachsen (1870–1951)
Prinz Max, der Bruder des Königs Albert, wurde 1916 wegen seiner Kritik an den deutschen Streitkräften in Belgien auf Antrag des Oberlandesgerichts Dresden (unter dem Druck der Öffentlichkeit und aus Rücksicht auf den Kaiser) ins Schloss Wermsdorf verbannt. Erst eine Woche vor dem Sturz der Monarchie 1918 wurde er wieder freigelassen.